# Triumfetta maconochieana
Triumfetta maconochieana är en malvaväxtart som beskrevs av D.A. Halford. Triumfetta maconochieana ingår i släktet triumfettor, och familjen malvaväxter. Inga underarter finns listade i Catalogue of Life.